# Piet Soer
Pieter (Piet) Soer (Eursinge (Havelte), 4 januari 1903 - Brilon, 6 april 1935) was een Nederlandse piloot, bekend geworden als copiloot van de beroemde kerstvlucht van de "Pelikaan" in 1933 naast Iwan Smirnoff.
Piet Soer groeide op bij zijn oma nadat zijn moeder al vroeg overleed. In 1919 ging hij vrijwillig in militaire dienst. Twee jaar later werd hij ingedeeld bij de Luchtvaartafdeeling op vliegkamp Soesterberg en in 1924 behaalde hij zijn vliegbrevet. Op 10 maart 1927 werd hij aangesteld als piloot bij de KLM. Zijn bekendste vlucht was die van de Fokker F.XVIII "Pelikaan" in 1933. Samen met Iwan Smirnoff, C. H. van Beukering en J. Grosfeld legden zij in een recordtijd de afstand Amsterdam - Batavia af om zodoende alsnog de post met de kerst af te leveren.

## Ongeval met de "Leeuwerik"
Op 6 april 1935 stortte Piet Soer met de Fokker F.XII "Leeuwerik" neer op de Enkenberg bij Rösenbeck nabij Brilon (Sauerland). Geen van de inzittenden overleefde de ramp. 
De bemanningsleden en passagiers zijn: Piet Soer (eerste bestuurder), E.A.J. Prillwitz (tweede bestuurder), Van der Klein (marconist), Welman (werktuigkundige), Wingelaar (werktuigkundige), H.L.A. Briel (passagier, uit Arnhem), mr. W. de Vlugt (passagier, zoon van de Amsterdamse burgemeester Willem de Vlugt). 
Op zaterdag 6 april 1935 start de Fokker F.XII met vliegtuigregistratie "PH-AFL" van het vliegveld van Praag voor de reis naar Rotterdam. Na de tussenlanding in Halle-Leipzig, vertrekt het voor het traject naar Essen maar komt dan in zeer slecht weer terecht. Er woedt een zware sneeuwstorm, het zicht is maximaal 200 meter. 
De conclusies uit het officiële onderzoek: "Er moet een ernstige oorzaak zijn geweest, welke de vlieger met grondzicht deed vliegen." Men noemt een aantal mogelijke oorzaken voor dit laagvliegen zoals onvoldoende werkende motoren en de vrees voor ijsafzetting. De ware oorzaak wordt niet vastgesteld, maar de samenstellers van het rapport noemen als meest waarschijnlijke oorzaak het te laag vliegen om grondzicht te krijgen.

## Onderscheidingen
- Ridder in de Orde van Oranje-Nassau[3]
- gouden medaille van de gemeente Amstelveen[4]

## Trivia
- In Havelte staat een monument ter nagedachtenis aan Piet Soer op het naar hem vernoemde plein.
- De bemanning is gezamenlijk begraven op begraafplaats Zorgvlied.